# Rue Gosse
La rue Gosse est une voie bayonnaise (Pyrénées-Atlantiques), située dans le quartier du Grand Bayonne.

## Situation et accès
La rue joint la rue Passemillon à la rue Poissonnerie en croisant la rue Lagréou. Elle suit approximativement le même axe que la rue d'Espagne mais surtout que la rue des Augustins , quelques mètres plus à l'est.

## Origine du nom
La rue de Gosse devrait son nom à la seigneurie de Gosse, qui fournissait à la ville de Bayonne des jours de corvée,. On retrouve ce nom dans celui des villages de Saint-Laurent-de-Gosse et Sainte-Marie-de-Gosse, dans les Landes.

## Historique
La rue actuelle correspond à deux anciennes rues dans le prolongement l'une de l'autre, et dont les noms ont des origines comparables : « rue de Gosse » et « rue de Maremne ».